# Robert Koppel

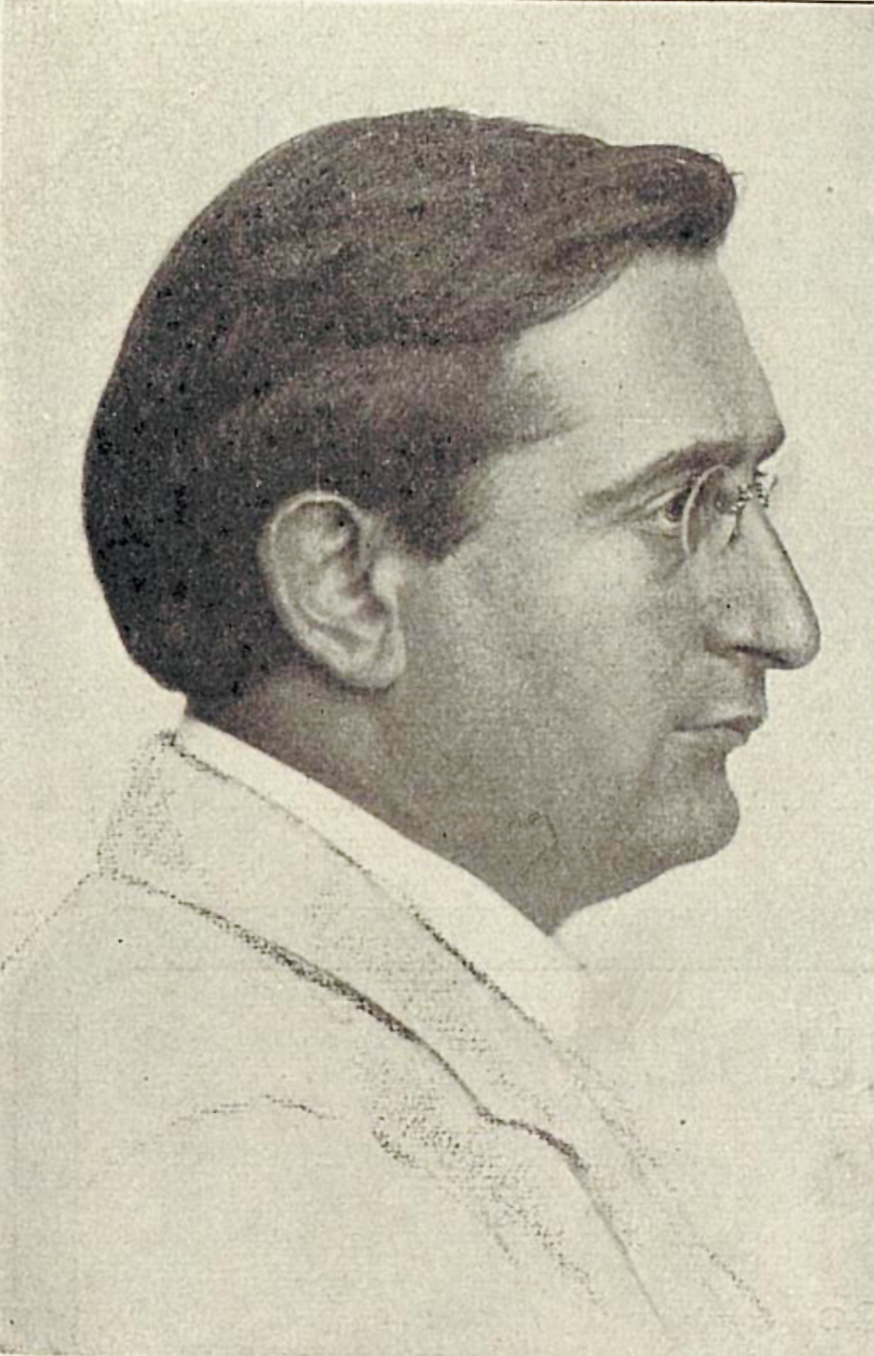
Robert Koppel, Mitglied des Cabaret Parisiana in Düsseldorf (1910)

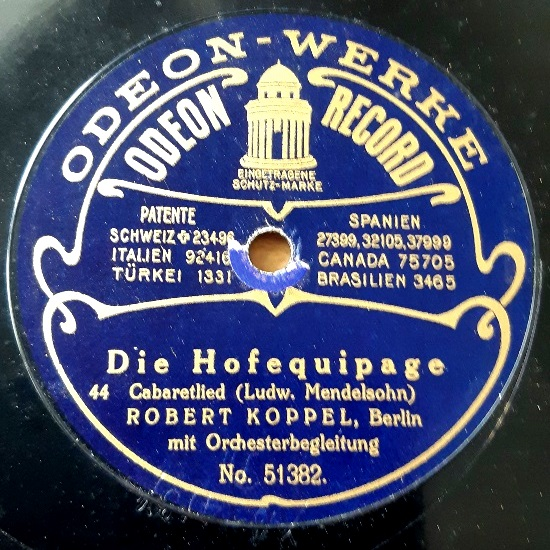
Schallplatte von Robert Koppel (Berlin 1908)

Robert Koppel (* 9. Januar 1874 in Bochum; † 21. August 1966 in Zürich) war ein deutscher Sänger und Vortragskünstler.

## Leben
Koppel begann seine Laufbahn als Sänger im Stimmfach Bariton im Linden-Cabaret zu Colmar im Jahre 1900. Ein Jahr darauf wurde er von Ernst von Wolzogen zur Eröffnung von dessen Überbrettl, dem ersten deutschen Kabarett, nach Berlin geholt. Zusammen mit der Sängerin Bozena Bradský schuf er mit dem Duett vom Lustigen Ehemann, dessen Text Otto Julius Bierbaum verfasste und den Oscar Straus vertont hat, den meistgesungenen Brettl-Schlager der Jahrhundertwende. Weitere Engagements im Kabarett bekam Koppel bei den Elf Scharfrichtern in München, wo er längere Zeit gastierte, und bei Rudolf Nelson, mit dem er auf Tournee ging.
Koppel trat auch auf Berliner Bühnen und im Rundfunk auf, häufige Erwähnung fand er in den Programmspalten der Radiozeitung Funkstunde.
Koppel hinterließ zahlreiche Schallplattenaufnahmen bei verschiedenen Marken (Deutsche Grammophon, Ultraphon, Lindström-Marken Beka, Parlophon, Odeon, auch kleineren Marken wie Artiphon, Kalliope, Tri-Ergon) als Schlager- und Refrainsänger, oft auch ohne Namensnennung auf dem Etikett, z. B. bei Beka.
Sein Repertoire war hier breit gestreut und reichte vom Rhein- und Karnevalslied über den Tagesschlager und die Operette bis zum anspruchsvollen Kabarettvortrag.
Dazu gehören Couplets von Otto Reutter, die er neu aufnahm, und Ernst Petermann, ebenso Willy-Rosen-Schlager. Dass er auch auf seine jüdische Tradition nicht vergaß, belegen Lieder wie Das ist der Moritz, der schöne Moritz und Meseritz, oj Meseritz von Arthur Rebner.
Als Künstler „nichtarischer“ Abstammung musste Koppel nach der Machtergreifung der Nationalsozialisten 1933 Deutschland verlassen. Er floh nach Bozen, danach nach Nizza und Nancy. Nach dem Krieg kehrte er zwar 1954 noch einmal nach Berlin zurück, ließ sich aber am 1. Januar 1959 endgültig in Massagno, Bezirk Lugano (Tessin), nieder.
Robert Koppel hinterließ zahlreiche in Berlin aufgenommene Schallplatten der Marken Columbia (1904), G&T/Zonophone (1904–05), Beka (1904, 1908–10 & 1916), Globos (1907), Odeon (1908, 1910 & 1916), Anker (1910), Grammophon (1916), Kalliope (1925–26), elektrische Aufnahmen in den Jahren 1927–31 bei Kalliope, Vox, Artiphon, Tri-Ergon, Odeon, Ultraphon und Orchestrola.

## Aufnahmen (Auswahl)
- Die Musik kommt. (Liliencron – Straus). Odeon A 51 382/auch Vox 3619 (1622 BB)
- Brautwerbung. (Bierbaum – Straus). Beka 10 109
- Der lustige Ehemann. Tanz-Duett (Bierbaum – Straus). Beka 10 110  (mit Bradský)
- Und Meyer sieht mich freundlich an. (Fall – Bernauer). Odeon 99 143 (xB 4144 Pa)/auch Beka 13 293
- Bambalina. Beka B. 5220-II (Matr. 32 601)
- Das ist Moritz. (A. Rebner). Beka B.3424 (32 325)
- Meseritz, oj Meseritz. (A. Rebner). Beka B.5274 (32 667)
- Mein süßer Schatz dein Saxophon. (R. Perak). Beka B.5303 (32 982)
- Wieso ist der Walter so klug für sein Alter? (Egen, Rollins – Rotter). T.E.5024 (M 0561)

### Willy-Rosen-Schlager
- Eine Freundin so goldig wie Du. Artiphon Nr. 11 246
- Geh immer gleich aufs Ganze. Beka B.5235 (32 639)
- Pfuj schäm dich. Beka B.5302 (32 979)
- Warum küsst du den Mädels die Hände. Beka B.5302 (32 980)
- Ich schick’ dir ein paar Veilchen. Odeon O-2873 (Be 8197)
- Der Onkel Eduard aus Bentschen. Ultraphon A 775 (15 962)

### Otto-Reutter-Couplets
- Der gewissenhafte Maurer. Kalliope K.797 (Zw 3688)
- Die Lawine. Kalliope K.797 (Zw 3690)
- Der Überzieher. Kalliope K.798 (Zw 3689)

### Wiederveröffentlichungen
a) auf CD
- CD-Box (4 CDs) Dat singende un klingende Kölle. Label: Carl. Bestellnummer: 8759500. Erscheinungstermin: 11. November 1998. Enthält:
  - Auf CD 1: Track 1: Robert Koppel: De Geis wollt ne lange Stätz han. Track 11: Robert Koppel: Mer konn och alles üvverdrieve. Track 14: Robert Koppel: Mer sin vun Kölln am Rhing. Track 17: Robert Koppel: Karusselchesleed
  - Auf CD 2: Track 1: Robert Koppel, Max Kuttner & Carl Nebe: Achtung! Köln Singt! Track 7: Robert Koppel: Annemarie, do bess e Bützgenie. Track 11: Robert Koppel: Kinder, lasst den Mut nicht Sinken. Track 14: Robert Koppel: Uns Stroßemusikante
- CD-Box (3 CDs) Das Deutsche Chanson und seine Geschichte(n) – 100 Jahre Brettlkunst, Teil 1. Label: Bear Family Records. Bestellnummer: BCD 17221. Erscheinungstermin: 2011. Enthält:
  - Auf CD 2: Track 19: Robert Koppel: Und Meyer sieht mich freundlich an.

b) im Web
- Mein süßer Schatz, dein Saxophon. Foxtrot (R. Perak). Bohème-Orchester mit Refraingesang. Beka B.5303 (32 982) , 1925. Uncredited singt Robert Koppel
- Schatz, kannst du mir etwas borgen? Lied und Foxtrot (Profes – Stranský – Rotter). Robert Koppel mit Orchester. Tri Ergon T.E.5024 (mx. 0560)
- Wieso ist der Walter so klug für sein Alter? Lied und Foxtrot (Egen – Rotter). Robert Koppel mit Orchester. Tri Ergon T.E.5024 (mx. 0561) , 1928
- Sonja. Russische Ballade (E. Partos, deutscher Text von Beda). Robert Koppel mit Orchester und Balalaikabegleitung. Odeon O-11 139 a  (Be 8129) Berlin 1929 , 1929
- Heinrich, wo greifst du hin? Lied und Foxtrot (Richard Fall, arrangiert von Mischa Michaeloff, Text von Beda). Robert Koppel mit Orchester
- Der Duft, der eine schöne Frau begleitet. Foxtrot (Hans May, Text: Roxy). Tanz-Orchester Dajos Béla mit Gesang. Odeon O-2839 a (Be 8062) , 1929. Uncredited singt Robert Koppel
- Der Onkel Eduard aus Bentschen. Lied und Foxtrot (Willy Rosen). Robert Koppel mit Orchester Alfred Beres. Ultraphon A 775 (15 962) , 1930
- Ich hab’ ne alte Tante. Foxtrot (Paul Abrahám, Text von Robert Gilbert). Robert Koppel, mit Julian Fuhs und seinem Orchester. Ultraphon A 789 (mx. 015 990)